# Савельев, Александр Сергеевич
Александр Сергеевич Савельев (26 марта 1972, Гомель) — белорусский футболист, крайний полузащитник.

## Биография
Начал выступать на профессиональном уровне в первом сезоне независимого чемпионата Беларуси за клуб «Гомсельмаш», позже переименованный в «Гомель». Всего провёл в команде четыре сезона, сыграв более 70 матчей, однако его команда занимала места в нижней части таблицы высшей лиги. В 1995 году перешёл в «Ведрич» (Речица), но сыграл за него только один матч.
С 1996 года в течение нескольких лет играл во второй и первой лигах за «ЗЛиН» (Гомель).
В 2000 году вернулся в высший дивизион, присоединившись к команде «Нафтан-Девон» (Новополоцк), принял участие в 29 из 30 матчей чемпионата и был замечен тренерами национальной сборной. В следующем сезоне перешёл в «Днепр-Трансмаш» (Могилёв), но не смог закрепиться в команде, сыграв только 7 матчей.
С 2002 года до конца карьеры снова играл в первой лиге за «ЗЛиН». В 2003 году занял второе место в споре бомбардиров первой лиги с 20 голами, уступив Олегу Кузьменку (24).
Всего в высшей лиге Беларуси сыграл 109 матчей и забил 11 голов.
17 февраля 2001 года принял участие в неофициальной игре сборной Беларуси против команды Узбекистана, вышел на замену на 55-й минуте вместо Сергея Никифоренко.